# Aeroporto de São Lourenço
O Aeroporto de São Lourenço, (IATA: SSO, ICAO: SNLO), possui uma pista de 1300 metros de comprimento por 30 metros de largura. Possui dois hangares e um saguão com lanchonete e banheiros além de pátio de estacionamento de aeronaves, localizado na Via Ramon, s/nº (Bairro Ramon) São Lourenço, MG  CEP 37470-000 (Fone: (35) 3349-8453).
Esses dados sobre o Aeroporto de São Lourenço foram alterados no final de 2003, quando a pista passou por uma reforma e ficou fechada por seis meses, até que foi aprovada pela inspeção do III COMAR. O Aeroporto de São Lourenço depois da aprovação na vistoria teve sua pista reduzida para uso de 1300 para 1030 metros, por questões ambientais. Na verdade não foram as questões ambientais que levaram o Aeroporto Municipal de São Lourenço Comandante Luiz Carlos de Oliveira a ter sua pista reduzida. Foi uma exigência do III COMAR, por causa dos postes de luz às margens da via Ramon, que estão pintados de vermelho e branco que a equipe técnica não aprovou. Argumentamos na época que os postes estariam à "sombra do morro" e não ofereciam risco. Mas a defesa não foi aceita. Se os postes forem retirados do local e ali tiver fiação subterrânea, São Lourenço pode pedir a volta dos 1300 metros originais da pista. (Este adendo foi feito por Jodil Duarte, responsável pela reabertura do aeroporto e Chefe do mesmo em 2004). O nome do comandante Luiz Carlos de Oliveira foi escolhido para dar o nome ao Aeroporto de São Lourenço, por ter sido piloto naval, Chefe de Operações do Porta-Aviões Minas Gerais (Navio Aeródromo Ligeiro - NAeL) e comandante da Base Aeronaval de São Pedro da Aldeia. É o único aeroporto do Brasil com nome de aviador naval.